# ساختمان دنتسو
ساختمان دنتسو یک آسمان‌خراش واقع در میناتو، توکیو، ژاپن می‌باشد. ساخت و ساز این ساختمان ۱۹۹۹ شروع شد و ۲۰۰۲ به پایان رسید.